# Setina nickerli
Setina nickerli là một loài bướm đêm thuộc phân họ Arctiinae, họ Erebidae.